# Wybory parlamentarne w Niemczech w 1987 roku
Wybory do niżej izby parlamentu Republiki Federalnej Niemiec (Bundestagu), odbyły się 25 stycznia 1987. Ostatecznie zwyciężyła koalicja CDU/CSU-FDP, kanclerzem pozostał Helmut Kohl.

## Wyniki wyborów
| Partia                                  | Głosy      | %      | Zmiana | Miejsca | Zmiana | % miejsc |
| --------------------------------------- | ---------- | ------ | ------ | ------- | ------ | -------- |
| Christlich-Demokratische Union          | 13 045 745 | 34,45% | -3,7%  | 174     | -17    | 35,0%    |
| Christlich-Soziale Union                | 3 715 827  | 9,81%  | -0,8%  | 49      | -4     | 9,9%     |
| Sozialdemokratische Partei Deutschlands | 14 025 763 | 37,04% | -1,14% | 186     | -7     | 37,4%    |
| Die Grünen                              | 3 126 256  | 8,26%  | +2,69% | 42      | +15    | 8,5%     |
| Freie Demokratische Partei              | 3 440 911  | 9,09%  | +2,14% | 46      | +12    | 9,3%     |
| Inne partie                             | 512 817    | 1,35%  |        | 0       |        | 0,0%     |
| Razem                                   | 37 867 319 | 100,0% |        | 497     | -1     | 100,0%   |